# Mar del Sàhara
El Mar del Sàhara era el nom d'un hipotètic projecte de macroenginyeria que proposava inundar les conques endorreiques del desert del Sàhara amb aigües de l'oceà Atlàntic o de la mar Mediterrània. L'objectiu d'aquest projecte no realitzat era crear un mar interior que cobrissin les àrees substancials del desert del Sàhara que es troben sota el nivell del mar, portant l'aire humit, la pluja i l'agricultura a l'interior del desert.

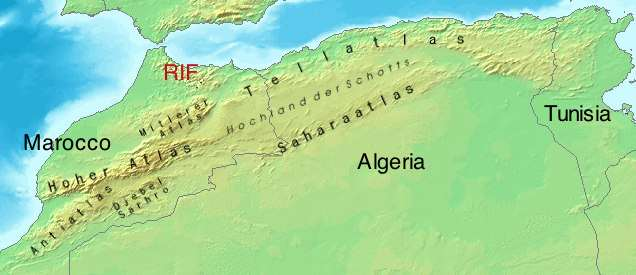
Un mapa en relleu del nord-oest d'Àfrica
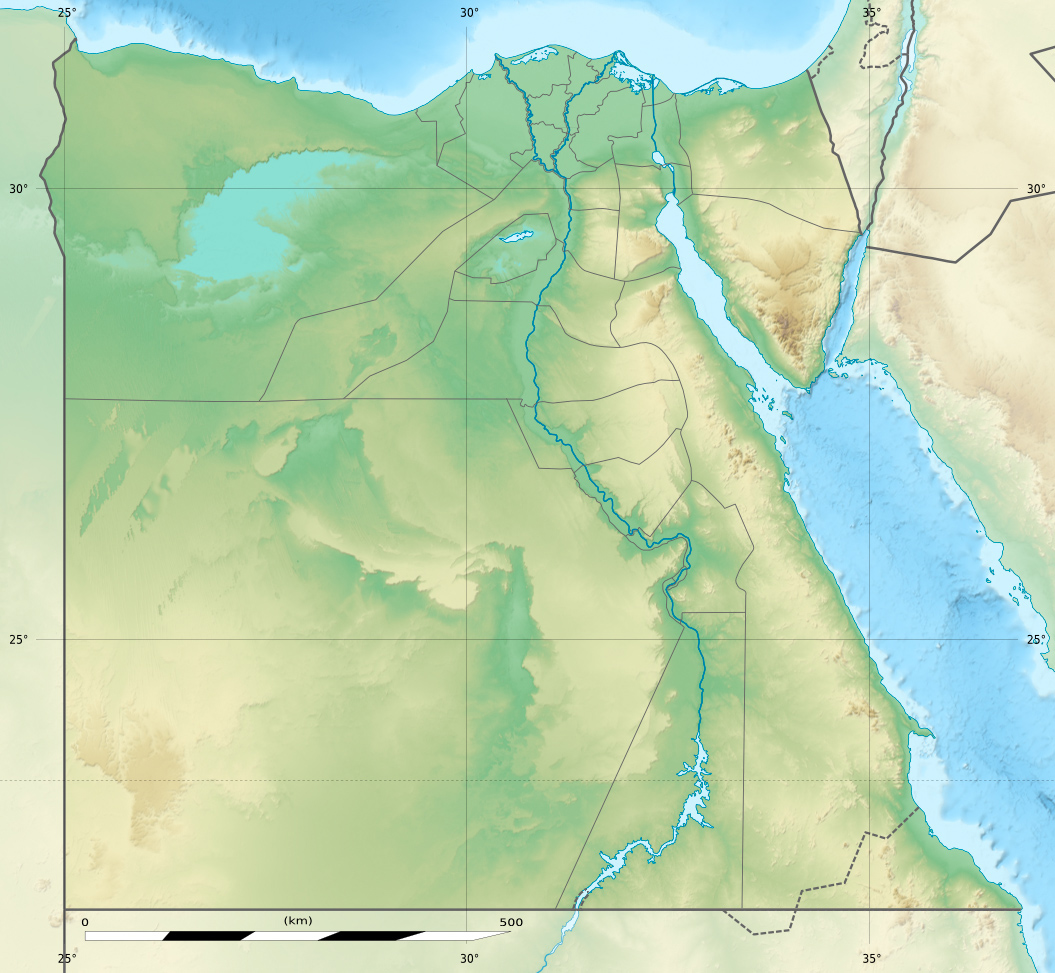
Un mapa en relleu d'Egipte, amb la depressió de Qattara mostrada en blau

La possibilitat d'aquest projecte va ser plantejada diverses vegades per diferents científics i enginyers des de la fi del segle xix fins a principis del segle xxi. El concepte d'un «Sàhara inundat» també apareixia a les novel·les de principis del segle xx.

## Història

### Seglexix
L'any 1877 l'empresari i abolicionista escocès Donald Mackenzie va ser el primer a proposar la creació d'un «mar del Sàhara». La idea de Mackenzie era crear un canal des d'una de les llacunes amb barres de sorra al nord del cap Juby, al sud fins a una gran plana que els comerciants àrabs l'havien identificat com El Djouf. Mackenzie creia que aquesta vasta regió es trobava fins a 61 metres sota el nivell del mar i que quan s'inundès crearia un mar interior de 155.400 km² adequat per a la navegació comercial i fins i tot l'agricultura. A més, creia que l'evidència geològica suggeria que aquesta conca havia estat connectada amb l'Atlàntic a través d'un canal prop del Saguia el-Hamra. Va proposar que aquest mar interior, si s'ampliés amb un canal, podria proporcionar accés al riu Níger i als mercats i recursos rics de l'Àfrica occidental. Hi ha diverses petites depressions als voltants del cap Juby; a 55 m sota el nivell del mar, el Sebkha Tah és el més baix i més gran. Però cobreix menys de 250 km² i es troba a 500 km al nord de l'àrea geogràfica identificada com El Djouf (també conegut com el Majabat al Koubra), que té una altitud mitjana de 320 m. Mackenzie no va viatjar mai per aquesta zona, però havia llegit d'altres conques desèrtiques per sota del nivell del mar a l'actual Tunísia, Algèria i Egipte similars a les que es troben prop del cap Juby. Aquestes conques contenen llacs salats secs estacionalment, coneguts com a chotts o sebkhas.
François Elie Roudaire, geògraf francès, i Ferdinand de Lesseps, diplomàtic influent en la creació del canal de Suez, van proposar aquesta zona per a la creació d'un mar interior el 1878. Roudaire i de Lesseps van proposar que es creés un canal del golf de Gabès a la Mediterrània fins al Chott El Fedjaj que permetria desembocar el mar a aquestes conques. No eren específics a l'àrea que abastaria aquest mar (tot i que les anàlisis posteriors van suggerir que seria considerablement més petit que la proposta de Mackenzie amb només 8.000 km² d'àrea), però van argumentar que el nou mar interior milloraria el qualitat del clima al continent europeu. El cost estimat del projecte Roudaire era de 30.000.000 de dòlars en aquell moment.

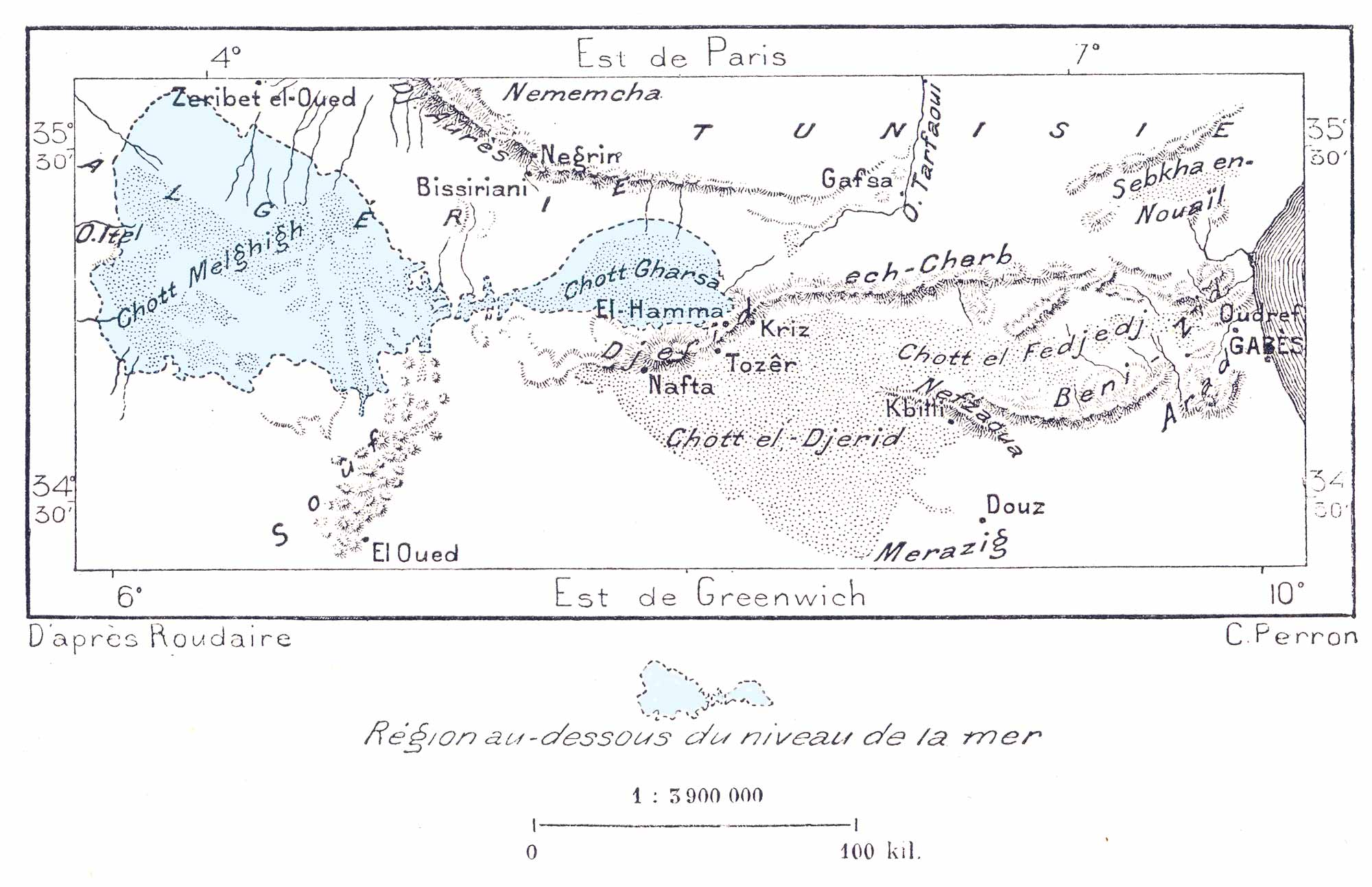
Mapa de Tunísia que il·lustra la zona del mar del Sàhara proposat per Rourdaire

Tot i que Roudaire i de Lesseps eren optimistes sobre els efectes meteorològics que produiria un mar interior com aquest a Europa, altres no eren tan esperançadors. Alexander William Mitchinson va argumentar que inundar zones substancials crearien pantans plagats de malalties. Altres van criticar la viabilitat del projecte o la proposta d'unir el mar a El Djouf amb el mar a l'actual Tunísia i Algèria. El projecte va ser finalment rebutjat pel govern francès i el finançament es va retirar quan els estudis van revelar que moltes zones no estaven per sota del nivell del mar com s'havia cregut.

### Seglexx
La proposta de crear un mar del Sàhara va ser revifada a principis del 1900 pel professor francès Edmund Etchegoyen. Al voltant de 1910, Etchegoyen va proposar que es podria construir un canal més llarg i profund. Va argumentar que un mar així podria ser un benefici per a la colonització i potencialment podria produir un mar interior de la meitat de la mida de la Mediterrània. Aquesta proposta va ser considerada pel govern francès però també rebutjada. Els crítics van assenyalar que, mentre que algunes parts del desert del Sàhara estaven realment per sota del nivell del mar, gran part del desert del Sàhara estava per sobre del nivell del mar. Això, deien, produiria un mar irregular de badies i cales; també seria considerablement més petit del que suggeria les estimacions d'Etchegoyen.

Mapa de la depressió de Qattara que il·lustra les rutes proposades de canals o túnels que la uneixen amb la Mediterrània

Una proposta semblant a la de Roudaire i de Lesseps va ser plantejada pels membres de l'Operació Plowshare, una idea estatunidenca per utilitzar explosius nuclears en projectes d'enginyeria civil com el Projecte de la depressió del Qattara.
També es va suggerir que es podrien detonar explosius nuclears per crear un canal des de la Mediterrània fins als chotts de Tunísia. Aquesta proposta va ser abandonada amb la signatura de diversos tractats que prohibeixen les explosions nuclears pacífiques.

### Seglexxi
El projecte va recuperar força a mitjans dels anys 2010 amb la creació de l'associació Cooperation Road que el 2018 va obtenir el vistiplau del govern tunisià.

## En la literatura
La noció de mar del Sàhara ha aparegut diverses vegades a la literatura, sobretot a l'última novel·la de Jules Verne, L'Invasion de la mer (La invasió de la mar, 1905), que es referia directament al pla de Roudaire i de Lesseps.
La idea d'un desert del Sàhara inundat també apareix a The Secret People (1935) de John Wyndham.
A la pel·lícula Aquaman del 2018, el desert del Sàhara va ser una vegada un mar habitat per una tribu atlant.

## Altres projectes d'inundació del desert
Des de finals del segle xix hi ha propostes per connectar el llac Eyre al desert d'Austràlia Meridional amb l'oceà a través d'un canal.
L'any 1905, enginyers que treballaven en un canal de reg al sud de Califòrnia van alliberar accidentalment les aigües del riu Colorado en una conca antigament seca, creant un gran llac salí conegut com el mar de Salton. Tot i que el llac s'ha reduït considerablement des de la seva creació, segueix sent el llac més gran de l'estat de Califòrnia.